# Cantone di Douai-Sud-Ovest
Il Cantone di Douai-Sud-Ovest era una divisione amministrativa dell'arrondissement di Douai.
È stato soppresso a seguito della riforma complessiva dei cantoni del 2014, che è entrata in vigore con le elezioni dipartimentali del 2015.
Comprendeva parte della città di Douai e i comuni di:
- Courchelettes
- Cuincy
- Esquerchin
- Lambres-lez-Douai
- Lauwin-Planque